# SN 2009mt
SN 2009mt – supernowa typu Ia odkryta 25 listopada 2009 roku w galaktyce A040257+1756. W momencie odkrycia miała maksymalną jasność 17,10m.